# Саздице
Саздице (слч. Sazdice) насељено је мјесто са административним статусом сеоске општине (слч. obec) у округу Љевице, у Њитранском крају, Словачка Република.

## Становништво
| Година:    | 1994. | 2004.   | 2014.   | 2024.   |
| ---------- | ----- | ------- | ------- | ------- |
| Број људи: | 461   | 440     | 478     | 433     |
| Разлика:   |       | -4,55 % | +8,63 % | -9,41 % |

| Година:    | 2023. | 2024.   |
| ---------- | ----- | ------- |
| Број људи: | 441   | 433     |
| Разлика:   |       | -1,81 % |

Према подацима о броју становника из 2011. године насеље је имало 488 становника.